# Forever Came Calling
Forever Came Calling es una banda de pop punk estadounidense de Twentynine Palms, California.

## Historia
La banda se formó en el año 2006 como una banda que hacia versiones de canciones de Senses Fail y Taking Back Sunday . Después de varios cambios, John Swaba se unió como bajista. Luego grabaron y lanzaron su EP, HopE P.assion. Ellos fueron presentados en el documental, no hay espacio para las estrellas que ayudó a ganar fama. Lanzaron su primer EP compartido con Handguns, en el año 2011 con Bryce en la batería. En 2012 lanzaron su primer álbum de larga duración, Contender, y poco después necesitaban un nuevo guitarrista, que fue Isaac Taylor. Lanzaron segundo EP compartido con Family Thief, en 2013. En octubre de 2014 lanzaron su segundo álbum de larga duración, What Matters Most. En el verano de 2015 colaboraron con Ronald Records para sacar su primer EP y algunas canciones grabadas antes del lanzamiento del casete. El lanzamiento de  "Songs From High School." fue exclusivo de su Rather Be Dead Than Cool tour, pero venden Merch extra de la gira en agosto. Tercera / gira el guitarrista Tom "la fregona" Lovejoy se unió al grupo después de la salida de Isaac Taylor en 2015.

## Miembros de la banda
- Joe Candelaria - Voz / Guitarra (2006-presente)
- John Swaba - Bajo (2008-presente)
- Bryce Esquivel - Batería (2011-presente)
- Thomas Lovejoy - Guitarra (2014-presente)

## Miembros anteriores
Jimmy Dale - batería
Jeffrey Tedtaotao - batería
Ron Geiger - Guitarra (2011-2012)
Carl Lakey - Guitarra (2011?)
Isaac Taylor - Guitarra(2012-2015)

## Discografía
EPs
- This Is Me Dreaming(2006)
- HopE P.assion (2010)
- Handguns/Forever Came Calling (2011)
- Family Thief/Forever Came Calling (2013)

Álbumes
- Contender (Pure Noise Records, 2012) U.S. Heatseekers #29
- What Matters Most... (Pure Noise Records, 2014) U.S #179, U.S. Heatseekers #6

Compilaciones
- Songs From High School (2015)

- Datos: Q18150952